# Clistothyris
Clistothyris é um gênero de traça pertencente à família Agonoxenidae.